# Нінохе (Івате)

40°16′16″ пн. ш. 141°18′17″ сх. д. / 40.27111° пн. ш. 141.30472° сх. д.
Нінохе́ (яп. 二戸市, にのへし, МФА: [ɲinohe ɕi̥]) — місто в Японії, в префектурі Івате.

## Короткі відомості
Розташоване в північній частині префектури, в середній течії річки Мабуті. Виникло на основі призамкового містечка Фукуо́ка раннього нового часу, що належало самурайському роду Намбу. Засноване 1 квітня 1972 року шляхом об'єднання містечка Фукуока повіту та села Кіндаїті. Основою економіки є сільське господарство, вирощування яблук і тютюну, рисівництво, скотарство, туризм. В місті розташовані гарячі джерела Кіндаїті. Станом на 1 жовтня 2007 площа міста становила 420,31 км². Станом на 1 вересня 2008 населення міста становило 30 259 осіб.

## Уродженці
- Танакадате Аїкіцу (1856—1952) — японський науковець, фізик.